# Mats Ström
Mats-Olof (Mats) Ström, född 28 november 1956 i Sillhövda församling i Blekinge län, är en svensk militär.

## Biografi
Mats Ström gjorde värnplikten 1974–1975, anställdes i pansartrupperna vid Norra skånska regementet 1975 och gick utbildning för plutonofficer och var instruktör i pansarskyttetjänst 1975–1978. Han gick regementsofficerskursen vid Krigsskolan 1982–1983 och avlade officersexamen där 1983. Han befordrades till kapten vid Norra skånska regementet 1984. Under perioden 1990–1995 gick han Högre kursen vid Militärhögskolan och var generalstabsaspirant vid Arméstaben, varpå han var ställföreträdande stabschef i Nordbat 2 (BA04) i United Nations Protection Force i Bosnien och Hercegovina från april till oktober 1995 och chef för Swedish Rapid Force 1997–1999. Efter att ha befordrats till överstelöjtnant vid Norrbottensbrigaden 1998 var han ställföreträdande chef för svenska Kosovostyrkan 1999–2000, tjänstgjorde vid Operativa insatsledningen i Högkvarteret 2000–2003, var chef för svenska samverkanskontoret i United States Central Command 2002–2003 och var ställföreträdande chef för Multinationella brigaden i Kosovo Force 2004.
Efter att ha befordrats till överste[källa behövs] var han chef för Skaraborgsbrigaden i Skaraborgs regemente 2003–2005, chef för Insatsledningsavdelningen i Insatsstaben i Högkvarteret från 2005 till 2006 eller 2007, chef för Institutionen för ledarskap och management vid Försvarshögskolan 2007, chef för Trängregementet 2007–2011 och chef för Försvarsmaktens logistik 2011–2013. Han var assisterande stabschef vid operationsavdelningen i Europeiska Unionens högkvarter för Allied Command Operations i Kongo-Kinshasa 2006 och arbetade i Joint Effect Center vid Allied Command Operations i högkvarteret för Kosovo Force i Pristina 2010–2011. Ström befordrades till brigadgeneral från och med den 1 januari 2014, var chef för verksamhetsområdet Systemplanering och logistik vid Försvarets materielverk 2014–2017, Deputy Force Commander i Förenta Nationernas mission för arrangerandet av en folkomröstning i Västsahara 2017–2018 och kommunikationsdirektör vid Högkvarteret 2018–2022 (tillförordnad 2018–2019).
Mats Ström invaldes som ledamot av Kungliga Krigsvetenskapsakademien 2010 och är sedan 2024 akademiens ständige sekreterare. Sedan 2024 är han även förbundsordförande i Sveriges Veteranförbund.